# 单镜反光相机

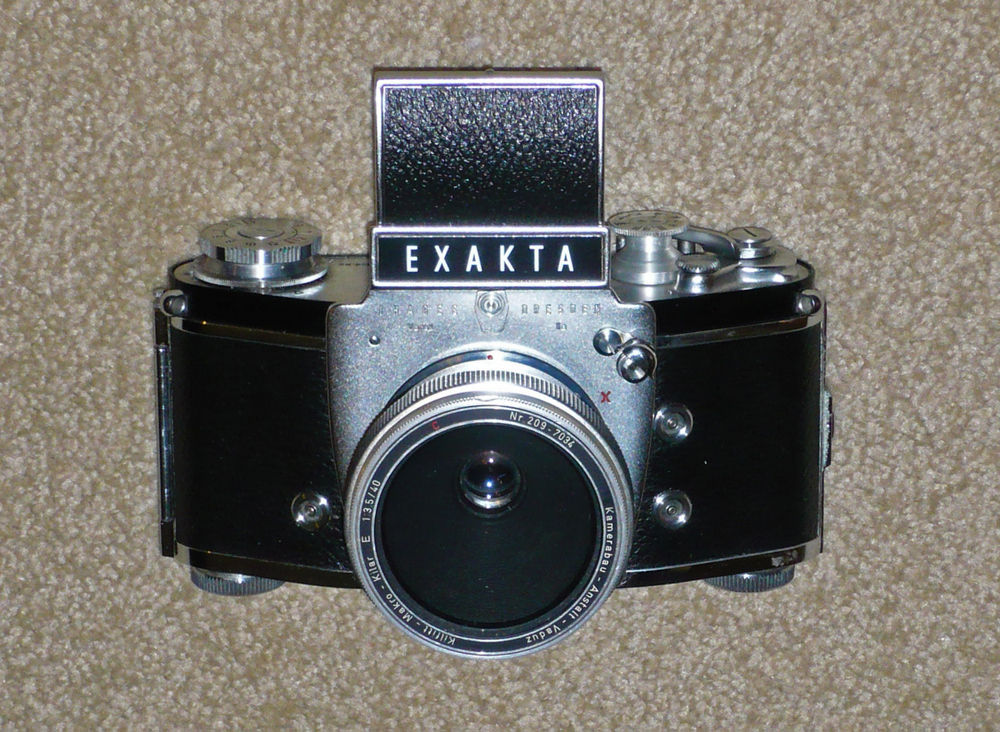
Ihagee Exakta 單鏡頭反光相機

又稱作-{
zh-cn:单反相机（大陆及港澳地区）或单眼相机（台湾）; 
zh-tw:單鏡反光相機或單反相機（大陸及港澳地區）; 
zh-hk:單反相機（大陸及港澳地區）或單眼相機（台灣）;
}-，是一種相機的設計型式，其使用一块放置在镜头与底片间的镜子把来自镜头的图像投射到对焦屏上。大部分單眼相機通过目镜观察五棱镜反射来的图像，但也有其它形式的取景器，例如腰平取景器。

## 簡史
Graflex最早在1909年生产出单反相机。现代的35mm片幅单反相机是在1936年由Exakta提出的。意义重大并且定立了标准的单反相机及厂商包括康泰时S系列、哈苏、賓得士、美能达SRT 101、尼康F系列和美能达Maxxum 7000。

## 技術簡介
- ① 鏡頭組（本例子使用天塞鏡頭）
- ② 可升降45度反射鏡
- ③ 快門簾
- ④ 膠捲底片或感光耦合元件或CMOS
- ⑤ 對焦屏
- ⑥ 聚焦透鏡
- ⑦ 五稜鏡
- ⑧ 觀景窗

單鏡反射相機光學組件示意圖

自从1970年代起，这项技术开始得到广泛应用，单镜反光相机成为了高级摄影爱好者和专业摄影师的新寵。
单镜反光相机最主要的优势在于摄影者可以从取景器中直接观察到通过镜头的影像，稱之為單軸反射式取景。许多现代的单镜頭反光相机都提供了辅助对焦装置，包括测距连动装置和自动对焦功能。为了减少重量，许多现代的单镜头反光照相机用五面镜代替了五棱镜。
旁轴照相机使用一个额外的反光系统将影像反射到取景器上，这样在取景框上得到的影像与镜头所拍摄的是有差别的。在摄影者与被摄物体距离较远时这种差别并无大碍，但是当进行近距或微距拍摄时，这种差别就非常明显。而单镜反光相机则因取景和照相是同一光路，避免了近、微距摄像中的视差现象。
大多數单镜反光相机具有快速更换镜头的能力，使相机的用途更加廣泛。同一台照相机可以用于肖像、风景、運動和微距拍摄。一些早期的非单镜頭反光相机也具有这项能力。
大多数单镜反光相机使用35mm的胶片，这样的大小为大多数摄影爱好者和一些专业应用平衡了照片质量、尺寸和成本等因素。注重大圖輸出质量的专业摄影师會使用較大片幅的单镜反光相机。

### 電子化
1985年，Minolta於日本推出α7000（北美推出稱為MAXXUM 7000），不但於機身內整合自動對焦（AF）、鏡後測光（TTL）等技術，更將以往在鏡頭上調整的光圈環移至機身，也將常見的機械旋鈕改為數位按鍵，並加入了現今常用的PASM測光模式，機身上另有LCD顯示各項攝影參數。α7000的推出，刺激了當年日漸頹靡的單眼相機市場，並促使日本各大相機廠商於日後推出全電子化的單眼機身，如Canon於1987年推出EOS（Electro-Optical System）相機，使用電路取代傳統的機械連動，此後全力投入電子化單眼系統，不再推出機械式相機。

### 數位化
1990年代中期數位单镜反光相机開始發展，其便利性受到許多專業使用者的喜愛，2003年後數位单镜反光相机與儲存媒體的大幅平價化，讓許多業餘攝影者得以省卻沖片費用，也讓单镜反光相机更加普及。

## 優點與缺點

### 優點
- 在使用同軸直射感光元件取景的數位相機尚未普及前，單眼相機具有無视差優點。
- 精确的取景和对焦，这一点对于微距和远距摄影特別重要。
- 部分較高階的DSLR具有可以預覽景深的功能。
- 多數的單眼相機可自由更换镜头。
- 常见的单反镜头比固定镜头相机提供了更广泛的光圈范围，尤其是增加了最大光圈（舉例來說，在50毫米定焦镜头上可見到f1.4甚至到f1.0等級的最大光圈）。这主要带来两个好处：
  - 可以在更昏暗的条件下拍照而不需使用闪光灯或較慢的快門。
  - 可以获得更淺的景深。

### 缺點
- 由于其复杂的机械装置，在同等片幅下，单镜反光相机的体积要大于旁轴照相机。
- 由於反光镜需要时间進行移动，因此產生相對較長的快門時滯。在使用電子系統的单镜反光相机上，時滯問題還有可能被自動对焦時間拖長。
- 由於反光镜的往返移动，會造成額外的噪音和震动。有些单镜反光相机具有反光镜预升功能，在拍照之前就把反光镜提升并锁定来减少曝光时的震动。但这僅适用于被摄物体在反光镜预升时会相对保持静止的情形下，因為觀景窗在这时是漆黑一片的。
- 在小光圈的情况下，取景器接收的光也同時減少，難以進行手動對焦。這個問題在電傳控制光圈鏡頭普及後獲得些許改善。
- 在使用电子闪光设备的情况下，曝光时间受到限制。
- 由于需要给反光镜留出移动空间，设计广角镜头更加困难。
- 可换镜头相机的焦平面快门相对于不可换镜头相机的镜间快门还存在时差和振动问题，成本也高于镜间快门。
- 对于数码单反相机，由于没有胶片卷动，一旦感光元件沾染灰尘，灰尘不会自行消失。

## 135單鏡反光相機紀錄
- 1935年，蘇聯製造出世界第一台135单镜反光相机（Спорт，其中為英語「運動」（Sport）之意）。
- 1936年，德國（納粹時期）製造出第一台量產135单镜反光相机Jhagee Exakta。
- 1949年，東德製造出第一台五稜鏡单镜反光相机康泰時S型（CONTAX S，西德出售名稱為「潘太康PENTACON」）。
- 1950年，東德製造出第一台可交換式觀景窗单镜反光相机Exakta VX。
- 1954年，日本旭光學（購入東德Pentax後改稱「賓得Pentax」）發表世界第一台反光鏡即時自動回彈式單眼相機Asahiflex II
- 1958年，西德製造出第一台內建測光表单镜反光相机CONTAFLEX I。
- 1960年，日本製造出第一台高速縱走金屬快門单镜反光相机柯尼卡F型（KONICA F），最高速度1/2000。
- 1960年，日本製造出第一台高速橫走焦平面快門单镜反光相机佳能R2000（Canon R2000），最高速度1/2000)。
- 1960年，日本製造出第一台鏡後測光（TTL）单镜反光相机PENTAX Spotmatic，1964年才成功商品化)。
- 1966年，日本美能達（Minolta）公司發表世界第一台全開光圈TTL分割測光的單眼相機SRT-101。
- 1971年，日本賓得士公司發表世界第一台全開光圈先決自動曝光的單眼相機ES。
- 1971年，日本佳能發表世界第一台全開光圈快門先決自動曝光的單眼相機FTb。
- 1972年，日本佳能發表F-1 Motor，每秒九張的連拍速度是當時最快的可動反光鏡單眼相機。
- 1977年，日本美能達推出XD（或稱XD-7/XD-11），是世界第一台具備多重自動曝光模式的單眼相機。
- 1981年，日本賓得士公司發表世界第一台自動對焦單眼相機 ME F （页面存档备份，存于）。
- 1985年，日本美能達公司發表世界第一台液晶螢幕及自動對焦全電子式單眼相機α7000(美洲爲 MAXXUM 7000 （页面存档备份，存于）)。
- 1987年，日本賓得士公司發表世界第一台內建電子閃光燈的自動對焦單眼相機 SFX （页面存档备份，存于）。
- 1992年，日本佳能發表EOS5，為世界第一台具備瞳孔對焦（Eye Control）技術的單眼相機。